# Aeonium vegamorai
Aeonium vegamorai är en fetbladsväxtart som beskrevs av David Bramwell och Rowley. Aeonium vegamorai ingår i släktet Aeonium och familjen fetbladsväxter. Inga underarter finns listade i Catalogue of Life.